# Tolualdehyde
Die Tolualdehyde bilden in der Chemie eine Stoffgruppe, die sich sowohl vom Benzaldehyd als auch vom Toluol ableitet. Die Struktur besteht aus einem Benzolring mit angefügter Aldehyd- (–CHO) und Methylgruppe (–CH3) als Substituenten. Durch deren unterschiedliche Anordnung ergeben sich drei Konstitutionsisomere mit der Summenformel C8H8O. Sie sind hauptsächlich als methylsubstituierte Benzaldehyde anzusehen.

## Vertreter
| Gefahrensymbol |

| keine GHS-Piktogramme |

| Gefahrensymbol |

## Vorkommen

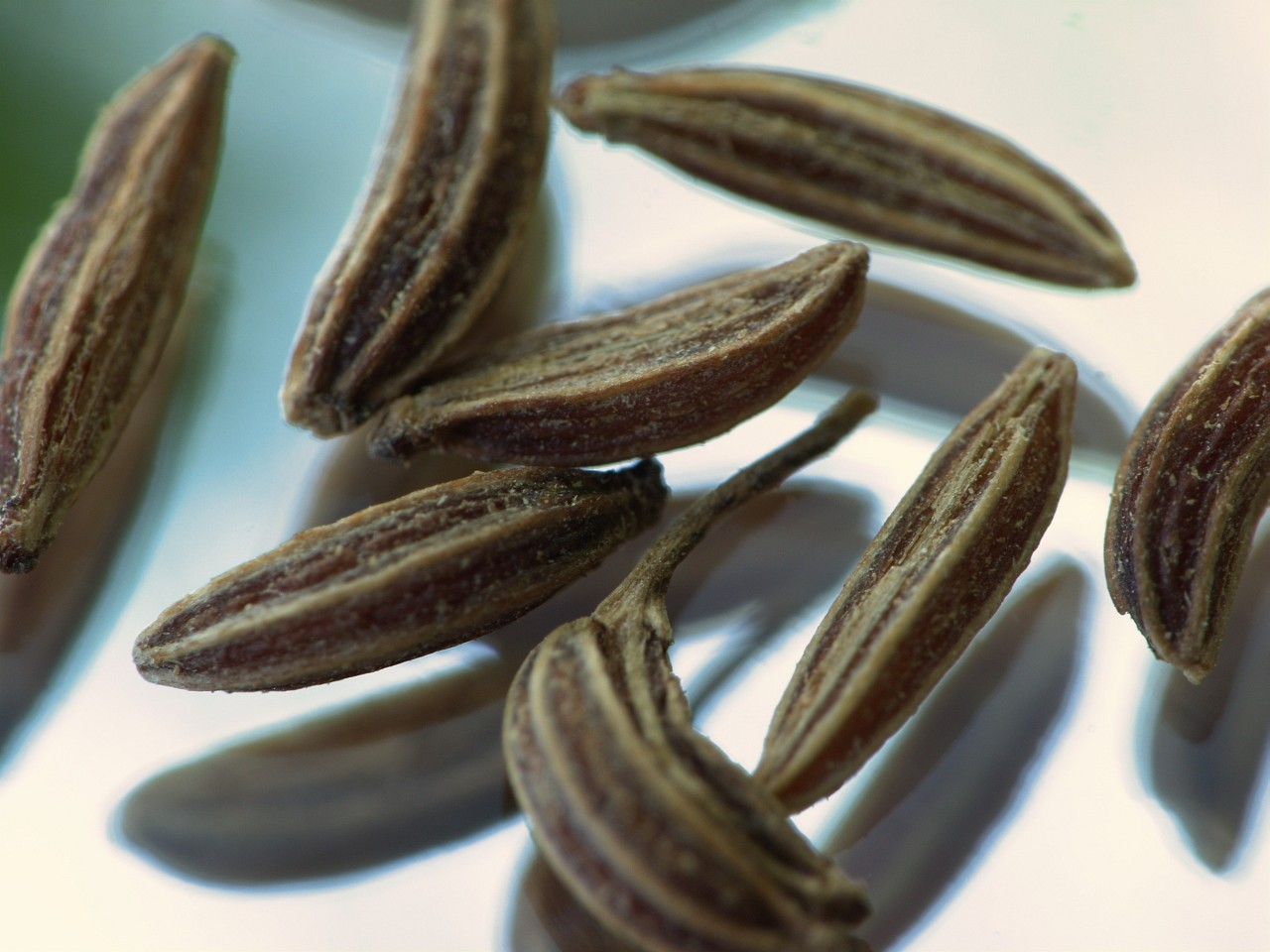
Kümmel enthält natürlicherweise Tolualdehyd

2-Tolualdehyd kann in Knoblauchknollen, in Teeblättern, in der Saat von Echtem Kümmel und in Zimtplanzen nachgewiesen werden. 4-Tolualdehyd kommt natürlich in Okra-Schoten dem Öl der Gelben Schlauchpflanze und im Samen von Echtem Kümmel vor.

## Darstellung
4-Tolualdehyd 2 kann durch Friedel-Crafts-Acylierung von Toluol 1 mit Kohlenmonoxid und Chlorwasserstoff unter Gattermann-Koch Bedingungen dargestellt werden.